# Hongshui
La Hongshui (chinois : 水河) est un cours d'eau qui coule dans la province du Guangxi, en Chine. C'est un des principaux affluents du  fleuve Xi lui-même affluent de la Rivière des Perles. La Hongshui est formée par la confluence des rivières Nanpan et Beipan. Le cours du Hongshui comporte plusieurs grands barrages dont le barrage de Longtan.

## Cours de la rivière
L'Hongshui est formée par la confluence de la rivière Nanpan et de la rivière Beipan. Ce dernier fleuve, qui est considéré comme le cours supérieur de l'Hongshui, prend sa source dans les montagnes Maxiong. Le cours du fleuve depuis cette confluence est long de 659 km. Il prend d'abord une direction nord-est puis son cours se dirige progressivement vers le sud-est en passant par le nord. Après avoir travers les xians de Wangmo, Luodian, Tian’e, Donalan et Laibin la rivière se jette dans la rivière Quing à  Sanjiangkou.  L'Hongshui est un des principaux affluents du  fleuve Xi lui-même affluent de la Rivière des Perles.

## Bassin versant
Le bassin versant de l'Hongshui a une superficie de 138 340 km² et irrigue le sud de la province de Guizhou, le sud-est de la province de Yunnan,l'ouest de la province de Guangxi ainsi que la zone frontalière du nord du  Vietnam. Le bassin versant est entièrement situé dans une région chaude et humide tournée vers l'agriculture. Les principales productions agricoles sont le riz paddy, le maïs et la canne à sucre. Les montagnes représentent 76 % du territoire, les collines 20 % et les plaines 4 %. 

## Principaux affluents
L'Hongshui  comprend les affluents suivants :
- Nanpan (bassin versant : 56880 km²) long de 914 km
- Beipan (bassin versant : 26590 km²) long de 444 km
- Qu (bassin versant : 4105 km²) long de 198 km
- Lu (bassin versant : 4342 km²) long de 136 km
- Huangnihe (bassin versant : 8158 km²) long de 278 km
- Hong (bassin versant : 54870 km²) long de 659 km
- Meng (bassin versant : 8607 km²) long de 241 km
- Caoduhe (bassin versant : 5843 km²) long de 235 km
- Diao (bassin versant : 3604 km²) long de 237 km
- Qing (bassin versant : 4067 km²) long de 189 km.

## Débit et régime
Le climat de type subtropical génère des précipitations abondantes dont la quantité moyenne annuelle est comprise entre  1100 et 1300  mm  dans le  Yunnan et le Guizhou et entre 1500 et 1800 mm dans le Guangxi. Les précipitations les plus abondantes sont observées dans les montagnes Daming sur le cours inférieur. Ces précipitations sont concentrées sur la période mai à octobre qui reçoit 80 % du total annuel. Le débit moyen annuel à la station de Shilongkou est de 2 151 m m³/s. Sur une période de 32 ans (1952-1984), le débit maximal à la station de Qianjiang (95 % du bassin versant) a atteint une valeur de 17600  m³/s et un minimum de 222 m³/s.  

## Occupation humaine
Les principales villes du bassin versant de l'Hongshui sont Duwu, Wenxian, Diechang, Nanping, Dahua et Laibin.

## Aménagements
L'Hongshui et ses affluents sont une des sources majeures de production d'énergie hydroélectrique de la Chine. Il y a plus d'une dizaine de barrages d'une capacité de stockage totale supérieure à 38,5 milliards de m³ sur l'Hongshui et son cours supérieur la rivière Nanpan, : 
- barrage de Longtan avec un réservoir d'une capacité de 27,2 milliards m³ et d'une puissance électrique installée de 6,4 MW. inauguré en 2009
- barrage de Yantan avec un réservoir d'une capacité de 1,05  milliard m³ inauguré en 1992
- barrage du Bailongtan avec un réservoir d'une capacité de 4,7 millions m³ inauguré en 1996
- barrage du Letan avec un réservoir d'une capacité de 46  millions m³ inauguré en 2006
- barrage du Qiaogong avec un réservoir d'une capacité de 27  millions m³ inauguré en 2006
- barrage du Dumu avec un réservoir d'une capacité de 100 millions m³ inauguré en 2008
- barrage de Dalongdong  avec un réservoir  d'une capacité de 151 millions 106 m³ inauguré en 1960
- barrage de Dahua  avec un réservoir d'une capacité de 960 millions m³ inauguré en 1960

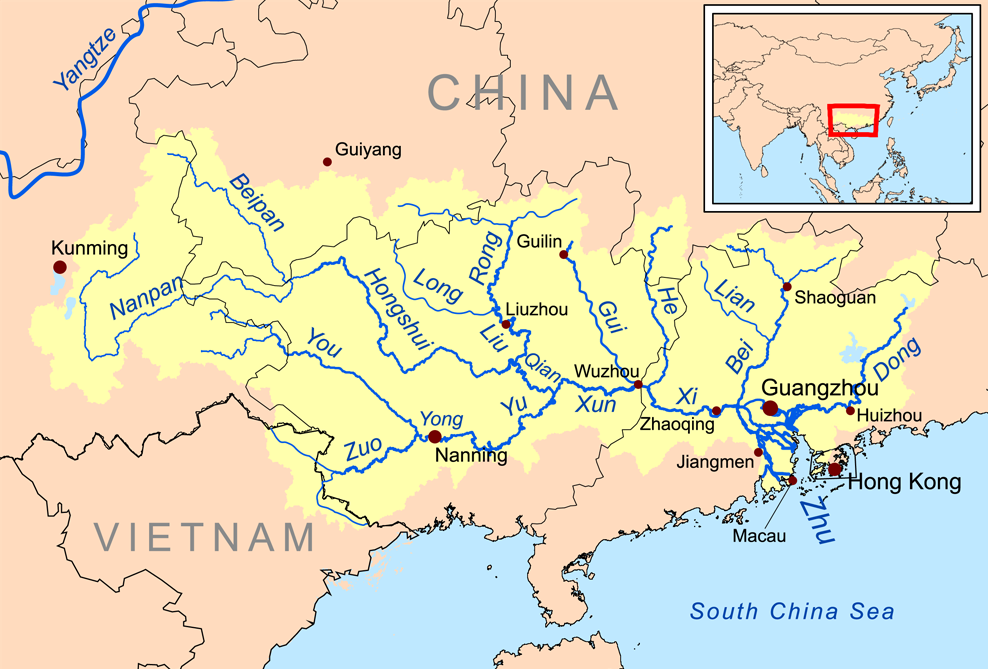
Bassin versant de la rivière des Perles (en jaune).